# Primarias presidenciales de la Alianza de 2013
Las primarias presidenciales de la Alianza del año 2013 fue el método de elección del candidato presidencial de la Alianza, coalición chilena de centroderecha, para la elección presidencial de 2013. En esa misma fecha el conglomerado realizaría también sus primarias parlamentarias en los distritos y/o circunscripciones donde corresponda, sin embargo la Unión Demócrata Independiente (UDI) decidió no participar de ellas, quedando reducida a los candidatos de Renovación Nacional (RN).
Fue la primera vez que la Alianza realizó elecciones primarias en su historia, desde sus orígenes como el pacto Democracia y Progreso en 1989, incorporándose al proceso recién establecido por la ley de primarias aprobada durante 2012.
El candidato de la UDI Pablo Longueira logró obtener un 51,37 % de los votos de la primaria, superando al representante de RN Andrés Allamand, y convirtiéndose así en el representante de la Alianza para la primera vuelta presidencial de 2013.

## Historia y desarrollo
La coalición de derecha (que ha tenido diversas denominaciones como por ejemplo Democracia y Progreso, Alianza por Chile y Coalición por el Cambio) nunca realizó elecciones primarias para definir a su candidato presidencial. En algunas elecciones, como las de 1989, 1999 y 2009, se logró consenso entre los dos principales partidos integrantes de la coalición (Renovación Nacional y Unión Demócrata Independiente), mientras en las elecciones de 2005, ambos partidos prefirieron llevar a sus dos candidatos hasta la primera vuelta en lugar de realizar primarias.

### Definición de candidaturas
Con miras a las elecciones presidenciales de 2013, la Alianza centró sus expectativas en los ministros del gobierno de Sebastián Piñera con mayor popularidad. El independiente Laurence Golborne tuvo en 2010 un rápido ascenso en las encuestas tras lograr exitosamente el rescate de los 33 mineros atrapados en Atacama mientras se desempeñó como ministro de Minería, pasando posteriormente al ministerio de Energía y luego a Obras Públicas.  Históricos senadores de la derecha que sonaban como potenciales sucesores de Sebastián Piñera fueron incorporados durante 2011 al gabinete de Piñera para reforzarlo ante las diferentes crisis que vivió su gobierno: en enero entraron Andrés Allamand (RN) y Evelyn Matthei (UDI) a los ministerios de Defensa y Trabajo, respectivamente, mientras Pablo Longueira (UDI) lo haría a Economía a fines de junio. Aunque los tres aparecían con opciones presidenciales, Allamand logró destacar especialmente tras las labores de rescate del accidente del C-212 Aviocar de la Fuerza Aérea de Chile.

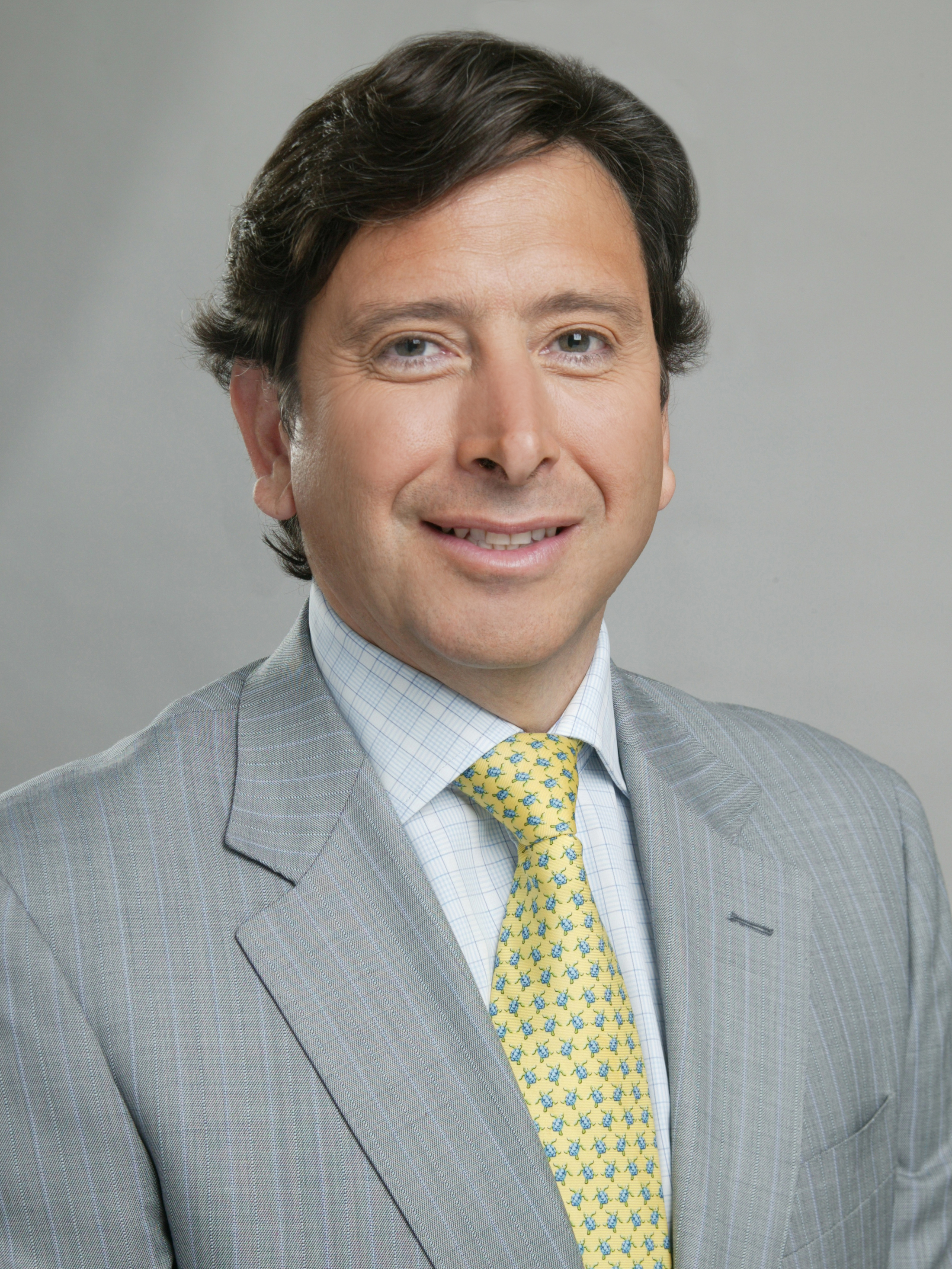
Laurence Golborne, quien fuera ministro de Minería, Energía y Obras Públicas del gobierno de Sebastián Piñera, era la carta más competitiva para enfrentar las elecciones presidenciales. Pese al apoyo inicial de la UDI, finalmente debió dejar su candidatura y dar paso a Pablo Longueira.

Ya en 2012, Allamand y Golborne parecían los destinados a ser los precandidatos de la Alianza y se avizoraba la posibilidad de realizar una primaria, potenciado con el hecho de la aprobación de la ley de primarias que les daría por primera vez carácter oficial. Tras la fuerte derrota electoral que vivió el oficialismo en las elecciones municipales de octubre, se decidió concretar la salida del gabinete de ambas figuras el 5 de noviembre para potenciar sus campañas y evitar una victoria de la Concertación en los siguientes comicios. Dos días después, ambos exministros anunciaron sus respectivas candidaturas.

### Caída de Golborne y reemplazo por Longueira
Aunque la mayoría de las encuestas posicionaron a Laurence Golborne como la mejor carta para enfrentar la potencial candidatura de Michelle Bachelet en las elecciones de noviembre de 2013, comenzó a posicionarse la idea de que Andrés Allamand había reducido considerablemente su distancia frente a Laurence Golborne, quien enfrentaba su primera elección a un cargo popular y que había sido elegido como candidato de la UDI pese a no estar afiliado a dicho partido.
A pocos días de que se realizara la inscripción oficial de las candidaturas para las elecciones primarias, una sucesión de conflictos mancharon la candidatura de Golborne.  A fines de abril de 2013, un fallo de la Corte Suprema de Chile condenó a Cencosud —holding del que Golborne fue gerente general previo a ser ministro— por alzas unilaterales en las comisiones de la tarjeta de crédito de la compañía; Golborne indicó que las alzas, realizadas durante su gestión, habían sido aprobadas por el directorio de la compañía y que él solo había acatado. La respuesta del candidato de la UDI fue ampliamente rebatida por Allamand, quien aprovechó la oportunidad para dar un golpe importante a la candidatura de su adversario: dijo que la actitud de Cencosud había sido "abusiva" y que Golborne debía decidir si defender o no a los consumidores. La estrategia de Allamand indignó a la UDI, poniendo en jaque incluso la realización de las primarias, pero también levantó fuertes críticas a la errada reacción de Golborne. Esos mismos días, se hizo pública la declaración patrimonial cuando era ministro, en la que se omitía una sociedad de su propiedad que estaba registrada en las Islas Vírgenes, conocidas por ser un paraíso fiscal. Aunque Golborne se defendió diciendo que la sociedad estaba declarada como parte de otra y que su existencia no era ninguna irregularidad, la información fue fatal para su candidatura. Un número importante de militantes históricos expresaron su disconformidad con tener un candidato que no provenía de sus filas, que no compartía los valores de la UDI y que perdía terreno ante Allamand. La bancada de diputados solicitó bajar la candidatura de Golborne y llevar una candidatura propia directo a la primera vuelta.
En medio de esta crisis, la directiva de la UDI decidió en unas horas retirar su apoyo a la candidatura de Laurence Golborne y definir a un nuevo candidato. Tras barajar el nombre de Evelyn Matthei, finalmente decidieron apostar por Pablo Longueira, uno de los personajes más respetados por los militantes de la UDI. Golborne renunció a su candidatura el 29 de abril, indicando que “Yo estoy aquí por la gente, pero no basta con la gente, se necesita el apoyo de un partido cohesionado, organizado y bien liderado”. Longueira asumió rápidamente su nueva posición, renunciando a su cargo ministerial y asegurando la realización de primarias, ante las tentativas de cancelarlas e ir a la primera vuelta. El presidente de la UDI Patricio Melero indicó, días después, que no participarían en primarias parlamentarias (mecanismo que sí utilizaría RN) para “concentrar todas nuestras energías en que Pablo Longueira sea el candidato de la Alianza”.

## Candidatos
| Nombre | Nombre                           | Partido | Candidatura |
| ------ | -------------------------------- | ------- | --- |
|        | Pablo Longueira Montes           | UDI     | Exministro de Economía del gobierno de Sebastián Piñera. Asumió como candidato de la UDI el 29 de abril de 2013, tras la renuncia del hasta entonces abanderado del partido, Laurence Golborne. Lema de campaña: Por un Chile más justo. |
|        | Andrés Allamand Zavala Sitio web | RN      | Exministro de Defensa del gobierno de Sebastián Piñera. Adquirió mayores posibilidades para una candidatura presidencial desde que lideró la búsqueda de los restos mortales tras la tragedia de la isla Juan Fernández (también llamada «Operación Loreto»), que a principios de octubre lo encumbró al primer lugar de los ministros mejor evaluados, con un 78% de aprobación. A mediados de 2012 manifestó públicamente su intención de ir a primarias dentro de la Alianza, cuestión que se materializó con su proclamación como precandidato por Renovación Nacional el 7 de noviembre de 2012. Lema de campaña: Firme contigo. |

## Debates
Inicialmente se había fijado para el 6 de mayo un debate televisado entre ambos candidatos. El evento iba a ser transmitido por TVN y su señal de cable (Canal 24 Horas). Sin embargo, tras el retiro de la candidatura de Golborne se decidió fijar una nueva fecha.
Finalmente, se realizaron dos debates; el primero, emitido el 13 de junio en conjunto por Canal 13 y CNN Chile, fue moderado por Ramón Ulloa y Mónica Rincón, y el segundo, realizado el 20 de junio por TVN, fue moderado por Mauricio Bustamante.

## Cédulas de votación
El sistema para votar fue "un ciudadano, un voto", de manera que los votantes independientes (no afiliados a partidos políticos) pudieron votar por un solo candidato de entre todos los que se presentaron en las primarias presidenciales (Nueva Mayoría y Alianza). Para ello se les entregó una cédula con todos los candidatos, y el voto era válido si marcaba sólo una preferencia.
Para los militantes de alguno de los partidos del pacto Alianza, el sistema era el mismo con la salvedad de que no podían votar por aquellos candidatos de la primaria presidencial del pacto Nueva Mayoría. Para ello existía una cédula (denominada "Cédula B") que nombraba sólo a los dos candidatos del pacto.
Ambos tipos de cédula, al igual que la "Cédula A" destinada los militantes de partidos del pacto Nueva Mayoría, iban a una urna única y se contabilizaron en conjunto.

## Resultados

### Nacional

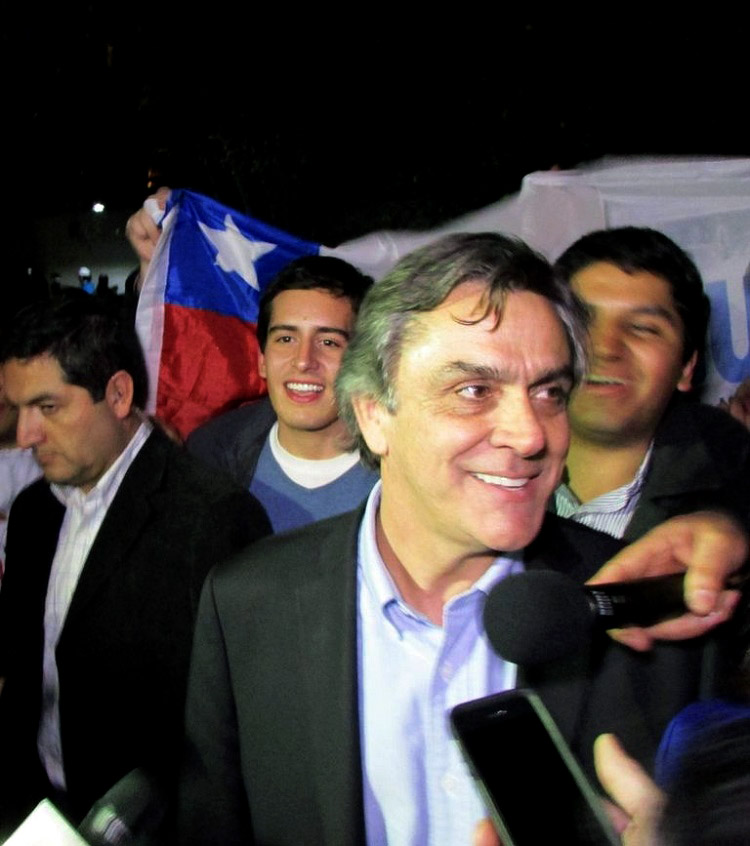
Pablo Longueira celebra su triunfo en las primarias.

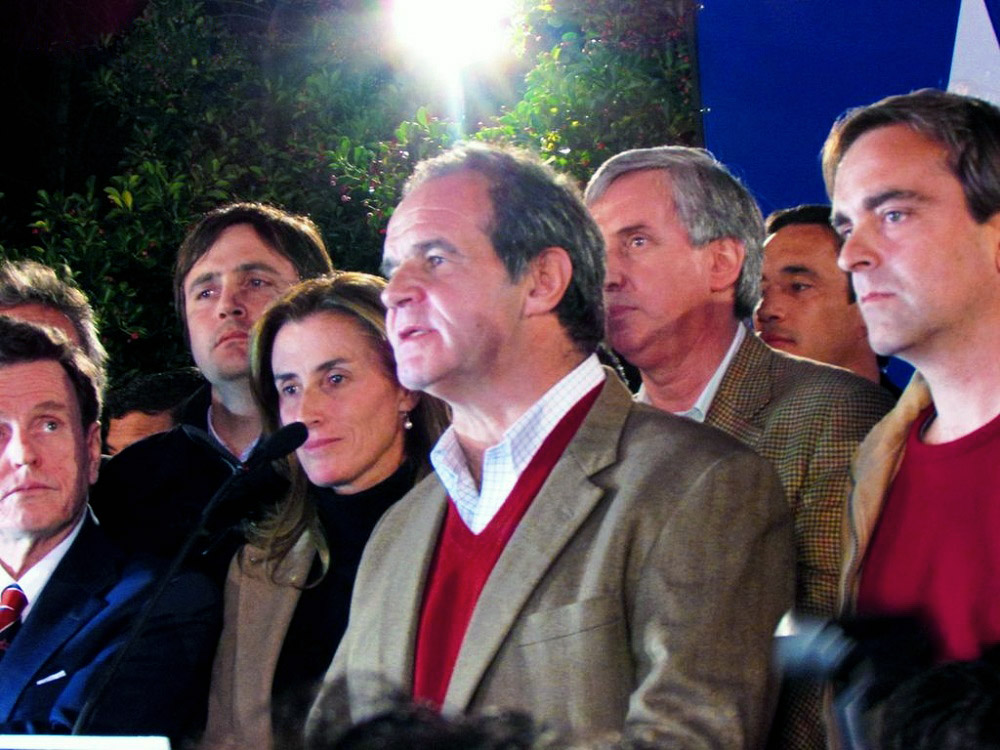
Andrés Allamand reconoce derrota en la elección.

|  | 51,37 % |

|  | 48,63 % |

### Por región
| Candidato                                              | Candidato              | Arica y Parinacota | Arica y Parinacota | Tarapacá      | Tarapacá      | Antofagasta | Antofagasta | Atacama | Atacama | Coquimbo   | Coquimbo   |
| ------------------------------------------------------ | ---------------------- | ------------------ | ------------------ | ------------- | ------------- | ----------- | ----------- | ------- | ------- | ---------- | ---------- |
|                                                        | Pablo Longueira        | 4122               | 52,17 %            | 4388          | 51,14 %       | 6395        | 47,30 %     | 3861    | 49,12 % | 10 744     | 48,98 %    |
|                                                        | Andrés Allamand        | 3778               | 47,82 %            | 4192          | 48,85 %       | 7125        | 52,69 %     | 3998    | 50,87 % | 11 190     | 51,01 %    |
| Total de votos válidos                                 | Total de votos válidos | 7900               | 7900               | 8580          | 8580          | 13 472      | 13 472      | 7859    | 7859    | 21 934     | 21 934     |
| Candidato                                              | Candidato              | Valparaíso         | Valparaíso         | Metropolitana | Metropolitana | O'Higgins   | O'Higgins   | Maule   | Maule   | Biobío     | Biobío     |
|                                                        | Pablo Longueira        | 49 808             | 52,53 %            | 200 557       | 53,64 %       | 20 808      | 53,49 %     | 23 232  | 53,29 % | 41 500     | 45,94 %    |
|                                                        | Andrés Allamand        | 45 003             | 47,46 %            | 173 278       | 46,35 %       | 18 092      | 46,50 %     | 20 361  | 46,70 % | 48 834     | 54,05 %    |
| Total de votos válidos                                 | Total de votos válidos | 94 811             | 94 811             | 373 835       | 373 835       | 38 900      | 38 900      | 43 593  | 43 593  | 90 334     | 90 334     |
| Candidato                                              | Candidato              | La Araucanía       | La Araucanía       | Los Ríos      | Los Ríos      | Los Lagos   | Los Lagos   | Aisén   | Aisén   | Magallanes | Magallanes |
|                                                        | Pablo Longueira        | 21 148             | 46,03 %            | 8037          | 45,87 %       | 14 559      | 48,00 %     | 2460    | 46,57 % | 2808       | 44,42 %    |
|                                                        | Andrés Allamand        | 24 792             | 53,96 %            | 9483          | 54,12 %       | 15 768      | 51,99 %     | 2822    | 53,42 % | 3513       | 55,57 %    |
| Total de votos válidos                                 | Total de votos válidos | 45 940             | 45 940             | 17 520        | 17 520        | 30 327      | 30 327      | 5282    | 5282    | 6321       | 6321       |
| Resultados al 99,96 % de las mesas escrutadas (SERVEL) |                        |                    |                    |               |               |             |             |         |         |            |            |

## Reacciones
La participación en la primaria de la Alianza fue considerablemente menor a la de la Nueva Mayoría, coalición de centroizquierda; tres de cada cuatro votos fueron para esta última. Ello provocó que algunos sectores de la Alianza fueran muy autocríticos con este resultado, en especial el candidato a senador Manuel José Ossandón, quien afirmó que «el Gobierno y la Alianza fuimos los culpables de los resultados».
La noche en que se anunciaron los resultados de la primaria, Andrés Allamand asistió a la sede de la UDI para felicitar a Longueira por el triunfo, pero dicho encuentro no fue público; en ese momento, Allamand habría increpado en duros términos al generalísimo de Longueira, Joaquín Lavín, a quien acusó de humillarlo. Lavín, en los días posteriores, pidió disculpas a Allamand.
El 17 de julio de 2013, en una decisión sorpresiva incluso al interior de la Alianza, la familia de Pablo Longueira anunció que bajaba su candidatura por una depresión que había sido médicamente diagnosticada. Con ello, y según la legislación de elecciones primarias, los partidos de la Alianza podían nombrar su propio candidato a la elección, o decidir designar un candidato en común. Poco después, el sábado 20 del mismo mes, la entonces ministra del Trabajo y Previsión Social Evelyn Matthei fue nominada por la UDI como su candidata presidencial. El 10 de agosto recibió el apoyo de Renovación Nacional.